# Consell d'Eivissa i Formentera 1995-1999
El Consell d'Eivissa i Formentera 1995-1999 fou el que és formà a la quarta legislatura de les Illes Balears després de les eleccions de 28 de maig de 1995 del Consell Insular d'Eivissa i Formentera.

## Resultats electorals

### Eivissa
| ← Eleccions al Parlament de les Illes Balears, Eivissa 28 de maig de 1995 → |        |       |        |      |
| Circumscripció d'Eivissa (12 escons)                                        |        |       |        |      |
| Partit                                                                      | Vots   | %     | Escons | Dif. |
| Partit Popular (PP)                                                         | 16.421 | 50,63 | 7      | =    |
| Partit Socialista de les Illes Balears (PSIB-PSOE)                          | 9.118  | 28,11 | 4      | =    |
| Els Verds de les Illes Balears (ELS VERDS)                                  | 2.241  | 6,91  | 1      | +1   |
| Esquerra Unida (IU)                                                         | 1.939  | 5,98  |        |      |
| Federació d'Independents d'Eivissa i Formentera (FIEF)                      | 1.359  | 4,19  |        | -1   |
| Entesa Nacionalista i Ecologista (ENE)                                      | 599    | 1,85  |        |      |
| Esquerra Republicana de Catalunya (ERC)                                     | 278    | 0,86  |        |      |

A part, es varen recomptar 480 vots en blanc, que suposaven l'1,48% del total dels sufragis vàlids.

### Formentera
| ← Eleccions al Parlament de les Illes Balears, Formentera 28 de maig de 1995 → |       |       |        |      |
| Circumscripció de Formentera (1 escó)                                          |       |       |        |      |
| Partit                                                                         | Vots  | %     | Escons | Dif. |
| Agrupació Independent Popular de Formentera (AIPF)                             | 1.195 | 49,40 | 1      | +1   |
| Partit Socialista de les Illes Balears (PSIB-PSOE)                             | 1.067 | 44,11 |        | -1   |
| Esquerra Unida (IU)                                                            | 109   | 4,51  |        |      |

A part, es varen recomptar 45 vots en blanc, que suposaven l'1,98% del total dels sufragis vàlids.

### Consellers electes
- Antoni Marí Calbet (PP)
- Pere Palau Torres (PP)
- Joan Marí Tur (PP)
- Andrés Charneco Fidel (PP)
- Joan Marí Bonet (PP)
- Neus Marí Marí (PP)
- Catalina Palau Costa (PP)
- Vicent Tur Torres (PSOE)
- María Ángeles Leciñena Esteban (PSOE)
- Joan Marí Serra (PSOE)
- Myriam Muñoz Laso de la Vega (PSOE)
- Josep Ramon Balanzat Torres (Els Verds)
- Joan Robert Masdeu Mayans (Agrupació Independent Popular de Formentera)

## Consell Executiu
El Consell Executiu del Consell Insular d'Eivissa i Formentera és un òrgan col·legiat del govern insular integrat pel president del Consell, els vicepresidents i tots els consellers i les conselleres executives al qual correspon l'exercici de la funció executiva en relació amb les competències del Consell Insular, sens perjudici de les atribucions conferides a altres òrgans de govern.
Els departaments del Consell Insular d'Eivissa i Formentera són els òrgans en què s'organitza la institució i que es corresponen amb els diferents sectors de la seva activitat administrativa. Cada departament està dirigit per un conseller executiu o una consellera executiva, a qui corresponen les seves funcions respectives.
El 13 de juliol de 1995, el president Antoni Marí Calbet nombra el seu tercer organigrama.
| President: Antoni Marí Calbet (Aliança Popular) |

| Departament                            | Titulars                            | Titulars                            |
| -------------------------------------- | ----------------------------------- | ----------------------------------- |
| Departament                            | 13 de juliol de 1995                |                                     |
| Vicepresident primer                   | Pere Palau Torres (Aliança Popular) | Pere Palau Torres (Aliança Popular) |
| Vicepresident segon                    | Joan Marí Tur (Aliança Popular)     | Joan Marí Tur (Aliança Popular)     |
| Interior, Economia i Hisenda           | Pere Palau Torres                   | Pere Palau Torres                   |
| Cultura, Patrimoni, Educació i Esports | Joan Marí Tur                       | Joan Marí Tur                       |
| Sanitat i Afers socials                | Neus Marí Marí                      | Neus Marí Marí                      |
| Turisme                                | Pere Palau Torres                   | Pere Palau Torres                   |
| Indústria i Comerç                     | Andrés Charneco Fidel               | Andrés Charneco Fidel               |
| Agricultura i Pesca                    | Joan Marí Bonet                     | Joan Marí Bonet                     |
| Vies, Obres i Urbanisme                | Neus Marí Marí                      | Neus Marí Marí                      |